# Art égéen

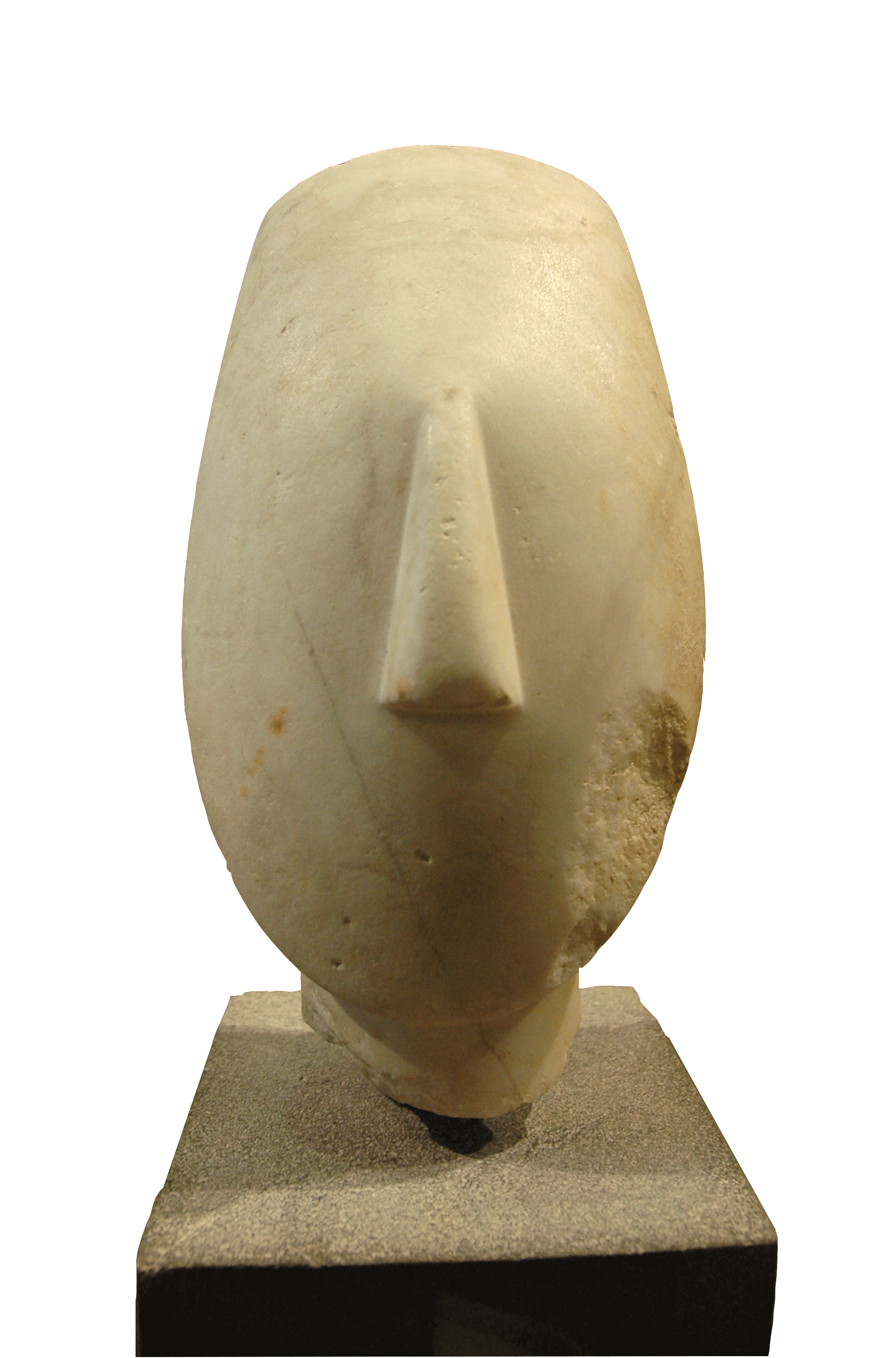
Figure des Cyclades, popularisée par son apparition à la cérémonie d'ouverture des Jeux olympiques d'Athènes en 2004. Période du début des Cyclades II (2700 av. J.-C. - 2300 av. J.-C.). Louvre, Paris.

L'art égéen (2800-1100 av. J.-C.) désigne l'art créé dans les régions entourant la mer Égée et sur les îles Égéennes pendant l'âge du bronze, c'est-à-dire jusqu'au XIe siècle av. J.-C., avant l'art de la Grèce antique. Étant donné qu'il se trouve principalement sur le territoire de la Grèce moderne, on l'appelle parfois l'art de l'âge du bronze grec. Cependant, il englobe non seulement l'art des Grecs mycéniens, mais aussi celui des cultures non-grecques des Cyclades et de la civilisation minoenne, qui se sont progressivement influencées mutuellement.
L'art cycladique se distingue par ses figurines simples sculptées dans du marbre blanc ; l'art minoen est connu pour ses palais complexes avec des fresques, ses représentations de taureaux et de sauts de taureaux, ainsi que pour sa poterie sophistiquée et ses bijoux ; et l'art mycénien se caractérise par ses travaux métalliques somptueux en or, ses représentations de combats et ses citadelles et tombes massivement construites. Il s'agit d'arts très différents, reflétant des cultures très différentes. Pour cette raison, de nombreux historiens de l'art considèrent le terme « art égéen » comme inapproprié, car il ne reflète qu'une proximité géographique et non une unité culturelle ou artistique. D'autres mettent en évidence les nombreuses similitudes, en particulier après le processus de minoanisation à partir d'environ 1700 avant J.-C., qui a touché d'autres parties de la région, ainsi que les difficultés rencontrées à plusieurs reprises et en plusieurs lieux pour déterminer si les objets découverts étaient importés ou fabriqués localement.

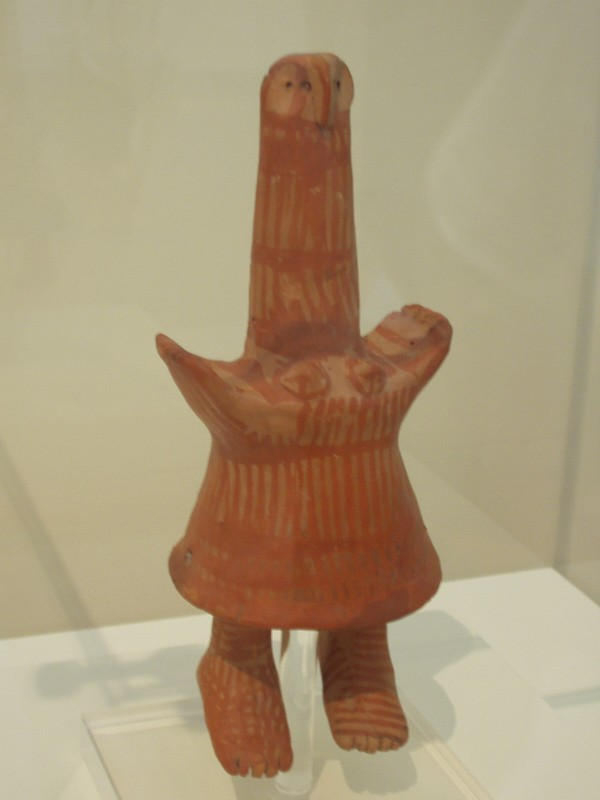
Les mascottes des Jeux olympiques d'Athènes 2004 sont basées sur ce modèle en argile exposé au Musée national archéologique d'Athènes.

Pendant l'âge du bronze, environ de 2800 à 1100 av. J.-C., malgré les échanges culturels avec les civilisations contemporaines de l'Égypte et de la Mésopotamie, les cultures égéennes ont développé leurs propres styles hautement distinctifs. Après l'effondrement des civilisations grecques de l'âge du bronze, la première partie des siècles obscurs a connu une production artistique minimale jusqu'à l'émergence du style protogéométrique dans la poterie vers 1050 av. J.-C., qui est considéré comme la première phase de l'« art de la Grèce antique ». Cette distinction traditionnelle est en partie due à l'incertitude quant à savoir si le script linéaire B mycénien enregistrait une forme de grec ou non. Cette incertitude est dissipée lorsque le système d'écriture est déchiffré dans les années 1950, confirmant qu'il s'agit bien de grec. En revanche, le linéaire A minoen n'est clairement pas du grec.

## Art minoen
La civilisation minoenne a été perturbée à intervalles réguliers par des catastrophes naturelles et peut-être des invasions, avant de finalement être conquise par les Mycéniens. L'art minoen est très élégant, rythmé et plein de mouvement.

### Architecture

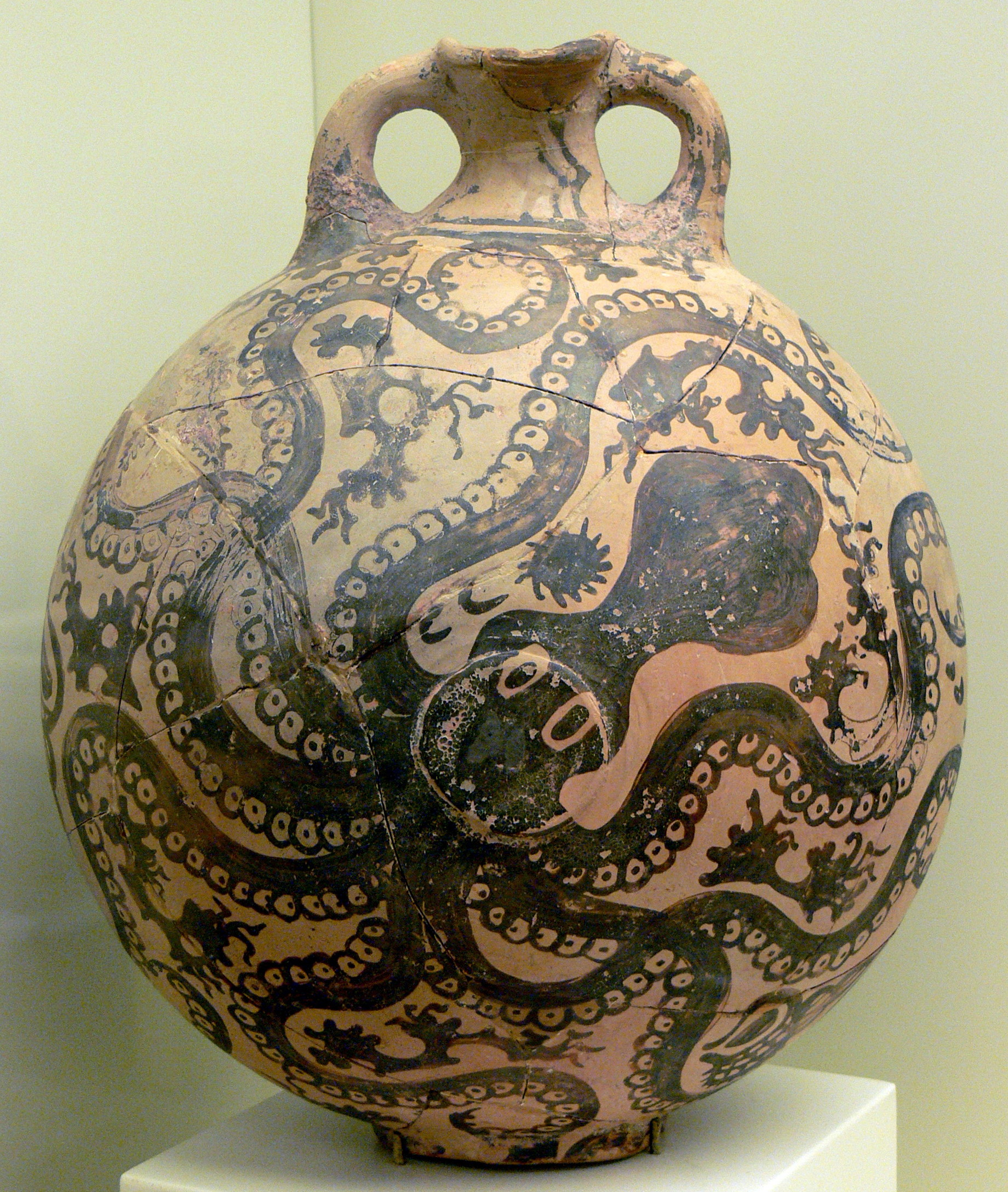
Vase minoen en céramique de style "maritime" avec une pieuvre, vers 1500-1450 av. J.-C.

La civilisation minoenne est connue pour avoir construit plusieurs grands et magnifiques palais, les plus célèbres étant Cnossos, Phaistos et Malia, qui sont détruits vers 1700 av. J.-C., reconstruits, puis subirent de nouvelles destructions vers 1500 av. J.-C. Les "nouveaux" palais sont la principale source d'informations sur l'architecture minoenne. Le palais de Cnossos, appelé le palais de Minos, est le plus complexe et ambitieux des trois. Il se caractérise par un grand nombre de pièces sur une vaste étendue de terrain. Il a été partiellement fouillé et restauré. L'architecture minoenne se distingue par ses nombreux portiques, escaliers, magasins, ateliers et puits de lumière qui conféraient à la structure une sensation d'ouverture. Les pièces intérieures sont généralement petites avec des plafonds bas, mais elles possèdent des murs richement décorés. Bien qu'aucune colonne n'ait survécu, d'après les peintures et sculptures, on sait que les colonnes des palais minoens étaient en bois. On pense que l'architecture minoenne était non seulement un lieu de résidence royale, mais aussi un centre administratif et d'activité commerciale.

### Poterie
Entre 2000 et 1700 av. J.-C., la poterie minoenne se caractérise par sa perfection technique et son ornementation dynamique en tourbillons, et son art est marqué par le mouvement naturel et rythmique. De nombreuses fresques et reliefs représentent des scènes de la nature avec des animaux, des oiseaux et des créatures marines dans une végétation luxuriante ; la vie marine est particulièrement appréciée. La plupart des images sont plates et se détachent sur des arrière-plans de couleur unie. Les formes de cette époque donnent généralement une impression de légèreté, comme si elles flottent ou oscillent. Les figures humaines sont représentées avec une taille fine et un corps athlétique, tant pour les hommes que pour les femmes, la différence se situant uniquement dans la couleur de la peau ; les femmes ayant une teinte de peau plus claire.

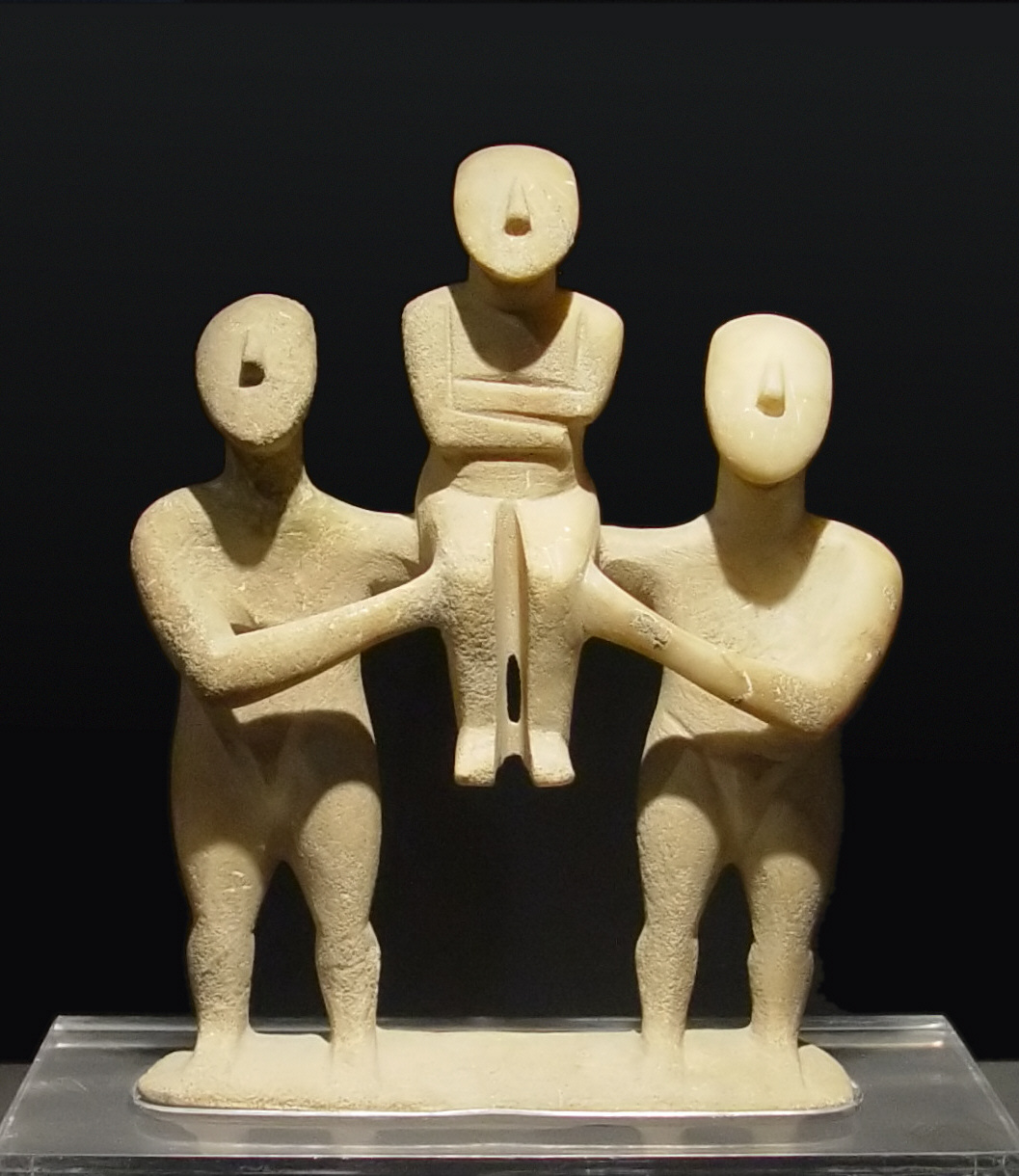
Groupe de trois figurines cycladiques, du début du type Spedos, culture de Keros-Syros (EC II).

## Art cycladique
L'art cycladique est produit par la culture cycladique entre 3000 av. J.-C., voire plus tôt, et 1100 av. J.-C., couvrant à la fois une partie du Néolithique et l'ensemble de l'âge du bronze dans les îles grecques. Le type le plus célèbre et distinctif de l'art cycladique est un grand nombre de figurines en marbre, presque toutes représentant une figure féminine debout et nue, les bras croisés sur la poitrine et un visage sans expression à l'exception du nez. Cependant, des signes indiquent qu'elles étaient à l'origine peintes. On en connaît environ 1400, la plupart provenant de tombes inconnues pour satisfaire le marché de l'art.
On pense que les figures féminines représentent la déesse mère et de la fertilité. Les figurines cycladiques nues sont hautement stylisées et caractéristiques de la région. Elles se caractérisent par des corps très plats en forme de coin, des cous cylindriques et des visages ovales sans traits distincts à l'exception du nez bien défini. Les figures présentent des courbes très subtiles et des marques discrètes au niveau des genoux et de l'abdomen.
La poterie cycladique était souvent élégamment façonnée et peinte, avec une concentration sur les récipients verseurs tels que les cruches, souvent dotées de becs relevés. On trouve également des supports de type kernoi pour les offrandes ou les lampes. Des figurines animales ou des rhyta (vases en forme d'animal) et des récipients, y compris de petites boîtes, ont été fabriqués, ainsi que des disques ronds décorés caractéristiques, d'environ 20 cm de diamètre, surnommés « poêles à frire » par les archéologues. La fonction de ces objets est incertaine ; il est possible qu'un côté concave ait été rempli de liquide et utilisé comme miroir. Il y avait une grande influence de la poterie minoenne. Certains kernoi et poêles à frire très anciens étaient fabriqués en pierre.

## Art mycénien

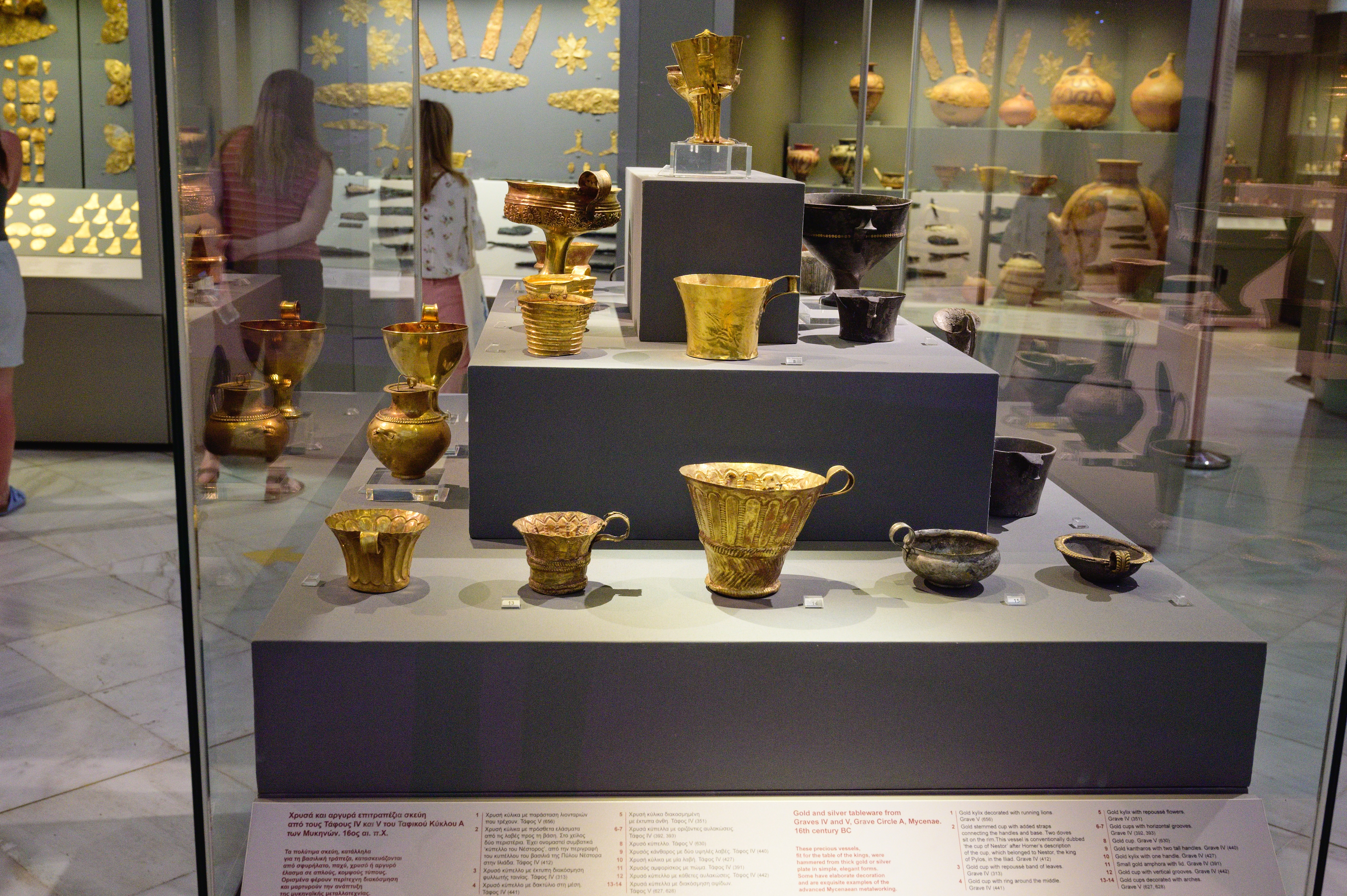
Coupes en or provenant de la tombe IV et V (Cercle funéraire A) à Mycènes.

L'art mycénien est principalement daté entre 1600 et 1100 av. J.-C., pendant la période helladique tardive en Grèce. L'art mycénien tire son nom des habitants de Mycènes. La poterie mycénienne est le type d'art le plus courant à avoir survécu et était souvent exportée en Italie. Le Vase aux Guerriers , par exemple, est un vase exceptionnellement fin avec des figures peintes.
Dans de nombreuses formes d'art portables et dans la peinture, les Mycéniens s'appuyaient sur l'art minoen de Crète, qui leur parvenait probablement parfois sous forme d'objets importés, parfois par des artistes et des formateurs d'artistes grecs importés.

### Métallurgie
Plusieurs pièces importantes en or et autres métaux proviennent des dépouilles funéraires en or des Cercles funéraires A et B à Mycènes, notamment le Masque d'Agamemnon, la Rhyton d'Argent de Siège, la Rhyton en forme de tête de taureau et la Coupe en or de Nestor. L'Anneau de Thésée, découvert à Athènes mais probablement crétois, fait partie des plus beaux anneaux-sceaux en or ornés de scènes miniatures de haute qualité, nombreux parmi les dépouilles princières des Cercles funéraires A et B à Mycènes. Ils soulèvent "sous une forme aiguë les questions connexes de la distinction entre le travail du continent et celui de la Crète, et la signification de toute distinction qui pourrait exister".

### Architecture
Les palais mycéniens étaient généralement situés sur des collines entourées de murs défensifs construits en grands blocs de pierre. La Porte des Lionnes est l'une des rares structures décorées de l'architecture mycénienne. Des portes comme celle-ci avaient une fonction de gardien de l'entrée. Au centre des palais se trouvaient les salles royales d'audience appelées mégarons, caractérisées par un foyer rond au centre et quatre colonnes soutenant son toit. Les structures étaient toujours couvertes de tuiles cuites.

### Sculpture
Il existe peu de sculptures monumentales ou de grande taille provenant de la Grèce mycénienne ; ce qui existe provient principalement des palais ou des reliefs sur les stèles funéraires, en particulier du groupe de stèles funéraires du Cercle funéraire A à Mycènes. Ces reliefs présentent des sujets similaires à ceux des pièces métalliques des tombes, mais avec une exécution plutôt grossière.
De nombreux sites produisent de grandes quantités de figurines en céramique, principalement très stylisées, telles que les figurines de type Psi et phi. On trouve de petites scènes sculptées, des reliefs ou des intailles de grande qualité dans divers matériaux, dont le métal, la sculpture sur pierre dure et l'ivoire. Le remarquable sceau en agate de combat de Pylos, découvert dans une tombe d'élite sur le continent, a peut-être été réalisé en Crète.